# فهرست بازیکنان فوتبال مردان با بیش از ۵۰ گل ملی

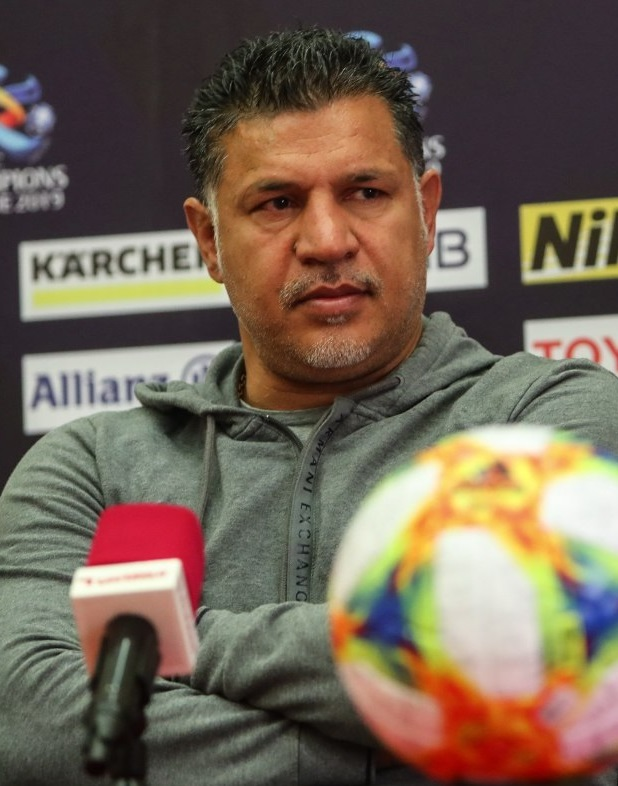
علی دایی از ایران اولین بازیکنی بود که در فوتبال بین المللی به ۱۰۰ گل رسید و ۱۰۹ گل در مجموع دوران حرفه ای خود به ثمر رساند.

اولین بازیکنی که ۵۰ گل ملی به ثمر رساند ایمره شلوسر از مجارستان بود. وی در ۳ ژوئن ۱۹۱۷ در پیروزی ۲-۶ مقابل اتریش موفق شد این گل را به ثمر برساند. او در ۶۸ بازی ۵۷ گل ملی به ثمر رساند و آخرین بازی خود را در ۱۰ آوریل ۱۹۲۷ انجام داد. او ۲۶ سال بالاترین گلزن بین المللی باقی ماند تا اینکه همشهری اش فرانس پوشکاش رکورد را در سال ۱۹۵۳ شکست. پوشکاش سومین بازیکنی بود که بعد از پول نیلسن دانمارکی به ۵۰ گل در حرفه بین المللی خود دست یافت.  نیلسن در سی و ششمین بازی ملی خود مقابل سوئد در مسابقات فوتبال نوردیک ۱۹۲۴-۱۹۲۸ در ۱۴ ژوئن ۱۹۲۵ به این موفقیت دست یافت. نیلسن در دوران حرفه ای خود تنها در ۳۸ بازی ۵۲ گل به ثمر رساند.
پوشکاش ۸۴ گل در حرفه بین المللی خود به ثمر رساند. او پس از هشتاد و چهارمین گل خود در سال ۱۹۵۶ در مقابل اتریش، ۲۴ سال به عنوان بالاترین گلزن بین المللی باقی ماند تا اینکه مختار داهاری از مالزی پس از به ثمر رساندن هشتاد و پنجمین گل خود در ۲۷ اکتبر ۱۹۸۰ در مقابل کویت، رکورد مسابقات مِردِکا را شکست و او در ۱۴۲ بازی بین المللی ۸۹ گل برای کشورش به ثمر رساند. در سال ۲۰۰۴، علی دایی از ایران پس از به ثمر رساندن نودمین گل خود مقابل لبنان رکورد را شکست.  علی دایی اولین بازیکنی بود که بیش از ۱۰۰ گل در فوتبال بین المللی به ثمر رساند و در مجموع با ۱۰۹ گل به کار خود پایان داد. او پنجاهمین گل خود را در یک بازی دوستانه برابر مکزیک در ۹ ژانویه ۲۰۰۰ به ثمر رساند. صدمین گل او در ۱۷ نوامبر ۲۰۰۴ به ثمر رسید، هنگامی که او در بازی مقدماتی جام جهانی ۲۰۰۶ در برابر لائوس هت تریک کرد (در نهایت به چهار گل افزایش یافت).  تنها دو سال پس از اینکه پوشکاش پنجاهمین گل خود را به ثمر رساند، هم تیمی اش شاندور کوچیش در ۱۹ سپتامبر ۱۹۵۴، در یک بازی دوستانه با رومانی، همین کار را انجام داد.  او هم چهارمین بازیکن و هم چهارمین بازیکن اروپایی بود که به این موفقیت دست می یافت. او در مجموع ۷۵ گل در ۶۵ بازی در فوتبال بین المللی به ثمر رساند. کریستیانو رونالدو از پرتغال ولیونل مسی از ارژانتین به جز دایی تنها بازیکنانی هستند که بیش از ۱۰۰ گل ملی به ثمر رسانده اند. وهمچنین  کریستیانو رونالدو اولین اروپایی است که به این موفقیت دست یافته است. او پس از به ثمر رساندن یک گل مقابل سوئد در لیگ ملت های اروپا ۲۱-۲۰۲۰ به این موفقیت رسید و درحال حاضر ۱۳۸ گل ملی دارد. 

## بر پایه بازیکن
بازیکنانی که با حروف پررنگ نشان داده شده‌اند، هنوز در سطح بین‌المللی فعال هستند.
|  | بهترین گلزن تمام کنفدراسیون‌های فیفا را نشان می دهد. |
|  | بهترین گلزن کشور مربوطه را نشان می دهد.             |
|  | بهترین گلزن کنفدراسیون مربوطه را نشان می دهد.       |

| رتبه           | نام                | ملیت                | کنفدراسیون | تعداد گل ملی | بازی | گل در هر مسابقه | سال‌های بازی    | رسیدن به ۵۰ گل  | منبع          |
| -------------- | ------------------ | ------------------- | ---------- | ------------ | ---- | --------------- | -------------- | --------------- | ------------- |
| ۱              | کریستیانو رونالدو  | پرتغال              | UEFA       | ۱۳۸          | ۲۲۱  | ۰.۶۲            | ۲۰۰۳–          | ۲۶ ژوئن ۲۰۱۴    | [ ۲۰ ]        |
| ۲              | لیونل مسی          | آرژانتین            | CONMEBOL   | ۱۱۲          | ۱۹۱  | ۰.۵۸            | ۲۰۰۵–          | ۲۹ مارس ۲۰۱۶    | [ ۲۱ ]        |
| ۳              | علی دایی           | ایران               | AFC        | ۱۰۹          | ۱۴۹  | ۰.۷۳            | ۱۹۹۳–۲۰۰۶      | ۹ ژانویه ۲۰۰۰   | [ ۲۲ ]        |
| ۴              | سونیل چتری         | هند                 | AFC        | ۹۴           | ۱۳۸  | 0.62            | ۱۹۷۲–۱۹۸۵      | ۳۱ دسامبر ۲۰۱۵  | [ ۲۳ ]        |
| 5              | مختار داهاری       | مالزی               | AFC        | ۸۹           | ۱۲۹  | 0.63            | ۲۰۰۵–۲۰۲۱      | ۲۲ اوت ۱۹۷۶     | [ ۲۴ ]        |
| 6              | روملو لوکاکو       | بلژیک               | UEFA       | ۸۸           | ۱۲۲  | 0.72            | ۲۰۱۰–          | ۱۰ اکتبر ۲۰۱۹   | [ ۲۵ ]        |
| 6              | علی مبخوت          | امارات متحدهٔ عربی   | AFC        | ۸۵           | ۱۰۳  | 0.78            | ۲۰۰۹–          | ۳۱ اوت ۲۰۱۹     | [ ۲۶ ]        |
| 8              | فرانس پوشکاش       | مجارستان            | UEFA       | 84           | ۸۵   | 0.99            | ۱۹۴۵–۱۹۵۶      | ۲۴ ژوئیه ۱۹۵۲   | [ ۳ ]         |
| 8              | روبرت لواندوفسکی   | لهستان              | UEFA       | ۸۵           | ۱۵۸  | 0.53            | ۲۰۰۸–          | ۵ اکتبر ۲۰۱۷    | [ ۲۷ ]        |
| 10             | نیمار              | برزیل               | CONMEBOL   | ۷۹           | ۱۲۴  | 0.62            | ۲۰۱۰–          | ۱۰ نوامبر ۲۰۱۶  | [ ۲۸ ]        |
| 10             | گادفری چیتالو      | زامبیا              | CAF        | ۷۹           | ۱۱۱  | 0.71            | ۱۹۶۸–۱۹۸۰      | ۷ نوامبر ۱۹۷۸   | [ ۲۹ ]        |
| 12             | حسین سعید          | عراق                | AFC        | ۷۸           | ۱۳۷  | 0.57            | ۱۹۷۷–۱۹۹۰      | ۱۷ مارس ۱۹۸۴    | [ ۳۰ ]        |
| 13             | پله                | برزیل               | CONMEBOL   | ۷۷           | ۹۲   | 0.84            | ۱۹۵۷–۱۹۷۱      | ۴ ژوئیه ۱۹۶۵    | [ ۳۱ ]        |
| 14             | شاندور کوچیش       | مجارستان            | UEFA       | ۷۵           | ۶۸   | 1.1             | ۱۹۴۸–۱۹۵۶      | ۱۹ سپتامبر ۱۹۵۴ | [ ۱۶ ]        |
| 14             | کونیشیگه کاماموتو  | ژاپن                | AFC        | ۷۵           | ۷۶   | 0.99            | ۱۹۶۴–۱۹۷۷      | ۱۸ ژوئیه ۱۹۷۲   | [ ۳۲ ]        |
| 14             | بشار عبدالله       | کویت                | AFC        | ۷۵           | ۱۳۴  | 0.56            | ۱۹۹۶–۲۰۰۷      | ۲۵ دسامبر ۲۰۰۲  | [ ۳۳ ]        |
| 17             | هری کین            | انگلستان            | UEFA       | ۷۱           | ۱۰۵  | 0.67            | ۲۰۱۵-          | ۱۷ ژوئن ۲۰۲۲    |               |
| 17             | ماجد عبدالله       | عربستان سعودی       | AFC        | ۷۱           | ۱۱۶  | 0.61            | ۱۹۷۷–۱۹۹۴      | ۱۵ آوریل ۱۹۸۴   | [ ۳۴ ]        |
| 17             | کینا پیری          | مالاوی              | CAF        | ۷۱           | ۱۱۷  | 0.61            | ۱۹۷۳–۱۹۸۱      | ۶ ژوئیه ۱۹۷۸    | [ ۳۵ ]        |
| 17             | کیاتیسوک سناموانگ  | تایلند              | AFC        | ۷۱           | ۱۳۴  | 0.53            | ۱۹۹۳–۲۰۰۷      | ۲۳ ژانویه ۲۰۰۱  | [ ۳۶ ]        |
| 17             | میروسلاو کلوزه     | آلمان               | UEFA       | ۷۱           | ۱۳۷  | 0.52            | ۲۰۰۱–۲۰۱۴      | ۲۷ ژوئن ۲۰۱۰    | [ ۳۷ ]        |
| 21             | پیاپونگ پوئه-اون   | تایلند              | AFC        | ۷۰           | ۱۰۰  | 0.7             | ۱۹۸۱–۱۹۹۷      | ۳۰ ژانویه ۱۹۸۹  | [ ۳۸ ]        |
| 21             | استرن جان          | ترینیداد و توباگو   | CONCACAF   | ۷۰           | ۱۱۵  | 0.61            | ۱۹۹۵–۲۰۱۲      | ۱۳ ژوئن ۲۰۰۴    | [ ۳۹ ]        |
| 22             | گرد مولر           | آلمان غربی          | UEFA       | ۶۸           | ۶۲   | 1.1             | ۱۹۶۶–۱۹۷۴      | ۱۸ ژوئن ۱۹۷۲    | [ ۴۰ ]        |
| 22             | لوییس سوارز        | اروگوئه             | CONMEBOL   | ۶۸           | ۱۳۲  | 0.54            | ۲۰۰۷–          | ۲۳ مارس ۲۰۱۸    | [ ۴۱ ]        |
| 22             | کارلوس رویس        | گواتمالا            | CONCACAF   | ۶۸           | ۱۳۳  | 0.51            | ۱۹۹۸–۲۰۱۶      | ۱۵ اوت ۲۰۱۲     | [ ۴۲ ]        |
| 22             | رابی کین           | جمهوری ایرلند       | UEFA       | ۶۸           | ۱۴۶  | 0.47            | ۱۹۹۸–۲۰۱۶      | ۴ ژوئن ۲۰۱۱     | [ ۴۳ ]        |
| 22             | حسام حسن           | مصر                 | CAF        | ۶۸           | ۱۷۶  | 0.39            | ۱۹۸۵–۲۰۰۶      | ۲۵ فوریه ۱۹۹۸   | [ ۴۵ ] [ ۴۶ ] |
| 28             | ادین جکو           | بوسنی و هرزگوین     | UEFA       | ۶۷           | ۱۱۴  | 0.52            | ۲۰۰۷–          | ۲۰۲۴            | [ ۴۷ ]        |
| 29             | دیدیه دروگبا       | ساحل عاج            | CAF        | ۶۵           | ۱۰۵  | 0.62            | ۲۰۰۲–۲۰۱۴      | ۱۳ ژانویه ۲۰۱۲  | [ ۴۸ ]        |
| 30             | تیراسیل دانگدا     | تایلند              | AFC        | 64           |      |                 |                |                 |               |
| 31             | جاسم الهویدی       | کویت                | AFC        | ۶۳           | ۷۴   | 0.85            | ۱۹۹۲–۲۰۰۳      | ۳۰ سپتامبر ۲۰۰۰ | [ ۴۹ ]        |
| ۳۱             | رونالدو            | برزیل               | CONMEBOL   | ۶۲           | ۹۸   | 0.63            | ۱۹۹۴–۲۰۱۱      | ۱۹ نوامبر ۲۰۰۳  | [ ۵۰ ]        |
| ۳۱             | زلاتان ابراهیموویچ | سوئد                | UEFA       | ۶۲           | ۱۱۸  | 0.53            | ۲۰۰۱–          | ۴ سپتامبر ۲۰۱۴  | [ ۵۱ ]        |
| ۳۱             | احمد راضی          | عراق                | AFC        | ۶۲           | ۱۲۱  | 0.51            | ۱۹۸۲–۱۹۹۷      | ۱۸ اوت ۱۹۹۲     | [ ۵۲ ]        |
| ۳۴             | ایمره شلوسر        | مجارستان            | UEFA       | ۵۷           | ۶۸   | 0.84            | ۱۹۰۶–۱۹۲۷      | ۳ ژوئن ۱۹۱۷     | [ ۲ ]         |
| ۳۴             | الکساندر میتروویچ  | صربستان             | UEFA       | 59           | ۸۰   | 0.75            | ۲۰۱۳–          | ۲۰۲۴            |               |
| ۳۴             | محمد صلاح          | مصر                 | CAF        | 59           | 103  | 0.57            |                |                 |               |
| ۳۴             | داوید ویا          | اسپانیا             | UEFA       | ۵۹           | ۹۸   | 0.6             | ۲۰۰۵–۲۰۱۷      | ۱۱ اکتبر ۲۰۱۱   | [ ۵۳ ]        |
| ۳۵             | ادینسون کاوانی     | اروگوئه             | CONMEBOL   | ۵۸           | ۱۱۸  | 0.43            | ۲۰۰۸–          | ۱۸ نوامبر ۲۰۱۹  | [ ۵۴ ]        |
| ۳۵             | چا بوم-کون         | کرهٔ جنوبی           | AFC        | ۵۸           | ۱۳۵  | 0.43            | ۱۹۷۲–۱۹۸۶      | ۵ سپتامبر ۱۹۷۷  | [ ۵۵ ]        |
| ۳۷             | المعز علی          | قطر                 | AFC        | ۵۸           | ۱۲۰  | 0.48            | ۲۰۱۶           | ۲۰۲۴            |               |
| ۳۷             | سردار آزمون        | ایران               | AFC        | ۵۷           | ۹۱   | 0.62            | ۲۰۱۳           | ۲۰۲۴            |               |
| ۳۷             | کارلوس پاوون       | هندوراس             | CONCACAF   | ۵۷           | ۱۰۱  | 0.56            | ۱۹۹۳–۲۰۱۰      | ۲۸ مارس ۲۰۰۹    | [ ۵۶ ]        |
| ۳۷             | کلینت دمپسی        | ایالات متحده آمریکا | CONCACAF   | ۵۷           | ۱۴۱  | 0.4             | ۲۰۰۴–۲۰۱۸      | ۷ ژوئن ۲۰۱۶     | [ ۵۷ ]        |
| ۳۷             | یونس محمود         | عراق                | AFC        | ۵۷           | ۱۴۸  | 0.39            | ۲۰۰۲–۲۰۱۶      | ۵ مارس ۲۰۱۴     | [ ۵۸ ]        |
| ۳۷             | لندون داناون       | ایالات متحده آمریکا | CONCACAF   | ۵۷           | ۱۵۷  | 0.36            | ۲۰۰۰–۲۰۱۴      | ۵ ژوئیه ۲۰۱۳    | [ ۵۹ ]        |
| ۴۲             | ساموئل اتوئو       | کامرون              | CAF        | ۵۶           | ۱۱۸  | 0.47            | ۱۹۹۷–۲۰۱۴      | ۳ سپتامبر ۲۰۱۱  | [ ۶۰ ]        |
| ۴۲             | بدر المطوع         | کویت                | AFC        | ۵۶           | ۱۸۱  | 0.31            | ۲۰۰۳–          | ۳ سپتامبر ۲۰۱۵  | [ ۶۱ ]        |
| 44             |                    |                     |            |              |      |                 |                |                 |               |
| روماریو        | برزیل              | CONMEBOL            | ۵۵         | ۷۰           | 0.79 | ۱۹۸۷–۲۰۰۵       | ۸ اکتبر ۲۰۰۰   | [ ۶۲ ]          |               |
| کازویوشی میورا | ژاپن               | AFC                 | ۵۵         | ۸۹           | 0.62 | ۱۹۹۰–۲۰۰۰       | ۷ سپتامبر ۱۹۹۷ | [ ۶۳ ]          |               |
| یان کولر       | چک                 | UEFA                | ۵۵         | ۹۱           | 0.6  | ۱۹۹۹–۲۰۰۹       | ۸ سپتامبر ۲۰۰۷ | [ ۶۴ ]          |               |
| فندی احمد      | سنگاپور            | AFC                 | ۵۵         | ۱۰۱          | 0.54 | ۱۹۷۹–۱۹۹۷       | ۱۶ دسامبر ۱۹۹۵ | [ ۶۵ ]          |               |
| 50             | گابریل باتیستوتا   | آرژانتین            | CONMEBOL   | ۵۴           | ۷۷   | 0.7             | ۱۹۹۱–۲۰۰۲      | ۲۹ ژوئن ۲۰۰۰    | [ ۶۶ ]        |
| 51             |                    |                     |            |              |      |                 |                |                 |               |
| علی اشفق       | مالدیو             | AFC                 | ۵۳         | ۸۰           | 0.66 | ۲۰۰۳–           | ۲۹ مارس ۲۰۱۶   | [ ۶۷ ]          |               |
| الیویه ژیرو    | فرانسه             | UEFA                | ۵۳         | ۱۱۶          | 0.46 | ۲۰۱۱–           | ۲۲ نوامبر ۲۰۲۲ |                 |               |
| یواخیم اشرایش  | آلمان شرقی         | UEFA                | ۵۳         | ۹۸           | 0.54 | ۱۹۶۹–۱۹۸۴       | ۲۶ ژوئیه ۱۹۸۳  | [ ۶۸ ]          |               |
| وین رونی       | انگلستان           | UEFA                | ۵۳         | ۱۲۰          | 0.44 | ۲۰۰۳–۲۰۱۸       | ۸ سپتامبر ۲۰۱۵ | [ ۶۹ ]          |               |
| 55             | پل نیلسن           | دانمارک             | UEFA       | ۵۲           | ۳۸   | 1.37            | ۱۹۱۰–۱۹۲۵      | ۱۴ ژوئن ۱۹۲۵    | [ ۴ ]         |
| 55             | فیل یانگ‌هازبند     | فیلیپین             | AFC        | ۵۲           | ۱۰۸  | 0.48            | ۲۰۰۶–۲۰۱۹      | ۲۲ مارس ۲۰۱۸    | [ ۷۰ ]        |
| 55             | خاویر ارناندس      | مکزیک               | CONCACAF   | ۵۲           | ۱۰۹  | 0.48            | ۲۰۰۹–          | ۲۳ ژوئن ۲۰۱۸    | [ ۷۱ ]        |
| 55             | یان دال توماسون    | دانمارک             | UEFA       | ۵۲           | ۱۱۲  | 0.46            | ۱۹۹۷–۲۰۱۰      | ۲۱ نوامبر ۲۰۰۷  | [ ۷۲ ]        |
| 55             | عدنان الطلیانی     | امارات متحدهٔ عربی   | AFC        | ۵۲           | ۱۶۱  | 0.32            | ۱۹۸۳–۱۹۹۷      | ۱۹ نوامبر ۱۹۹۶  | [ ۷۳ ]        |
| 61             | مهدی طارمی         | ایران               | AFC        | 51           | 88   | 0.57            | 2015           | 2024            |               |
| 61             | لایوس تیشی         | مجارستان            | UEFA       | ۵۱           | ۷۲   | 0.71            | ۱۹۵۵–۱۹۷۱      | ۲۵ آوریل ۱۹۶۴   | [ ۷۴ ]        |
| 61             | لی کونگ وین        | ویتنام              | AFC        | ۵۱           | ۸۳   | 0.61            | ۲۰۰۴–۲۰۱۶      | ۲۰ نوامبر ۲۰۱۶  | [ ۷۵ ]        |
| 61             | آساموا جیان        | غنا                 | CAF        | ۵۱           | ۱۰۹  | 0.47            | ۲۰۰۳–          | ۱۱ ژوئن ۲۰۱۷    | [ ۷۶ ]        |
| 61             | هاکان شوکور        | ترکیه               | UEFA       | ۵۱           | ۱۱۲  | 0.46            | ۱۹۹۲–۲۰۰۷      | ۱۱ اکتبر ۲۰۰۶   | [ ۷۷ ]        |
| 61             | تیری آنری          | فرانسه              | UEFA       | ۵۱           | ۱۲۳  | 0.41            | ۱۹۹۷–۲۰۱۰      | ۹ سپتامبر ۲۰۰۹  | [ ۷۸ ]        |
| 67             | کریم باقری         | ایران               | AFC        | ۵۰           | ۸۷   | 0.57            | ۱۹۹۳–۲۰۱۰      | ۹ ژانویه ۲۰۰۹   | [ ۷۹ ]        |
| 67             | رابین فن پرسی      | هلند                | UEFA       | ۵۰           | ۱۰۲  | 0.49            | ۲۰۰۵–۲۰۱۷      | ۱۳ اکتبر ۲۰۱۵   | [ ۸۰ ]        |
| 67             | هوانگ سان-هونگ     | کرهٔ جنوبی           | AFC        | ۵۰           | ۱۰۳  | 0.49            | ۱۹۸۸–۲۰۰۲      | ۴ ژوئن ۲۰۰۲     | [ ۸۱ ]        |
| 67             | تیم کیهیل          | استرالیا            | AFC / OFC  | ۵۰           | ۱۰۸  | 0.46            | ۲۰۰۴–۲۰۱۸      | ۱۰ اکتبر ۲۰۱۷   | [ ۸۶ ]        |
| 67             | شینجی اوکازاکی     | ژاپن                | AFC        | ۵۰           | ۱۱۹  | 0.42            | ۲۰۰۸–          | ۲۸ مارس ۲۰۱۷    | [ ۸۷ ]        |

## بر پایه کشور
به‌روز شده در تاریخ ۱۱ اکتبر ۲۰۱۸
| تعداد بازیکن | کشور                      | کنفدراسیون                                                                |
| ------------ | ------------------------- | ------------------------------------------------------------------------- |
| ۴            | برزیل                     | کونمبول                                                                   |
| ۴            | ایران                     | فدراسیون فوتبال آسیا                                                      |
| ۴            | مجارستان                  | یوفا                                                                      |
| ۳            | عراق                      | کنفدراسیون فوتبال آسیا                                                    |
| ۳            | ژاپن                      | کنفدراسیون فوتبال آسیا                                                    |
| ۲            | آرژانتین                  | کونمبول                                                                   |
| ۲            | دانمارک                   | یوفا                                                                      |
| ۲            | آلمان · (شامل آلمان غربی) | یوفا                                                                      |
| ۲            | کویت                      | کنفدراسیون فوتبال آسیا                                                    |
| ۲            | کرهٔ جنوبی                 | کنفدراسیون فوتبال آسیا                                                    |
| ۲            | فرانسه                    | یوفا                                                                      |
| ۲            | تایلند                    | کنفدراسیون فوتبال آسیا                                                    |
| ۲            | انگلستان                  | یوفا                                                                      |
| ۲            | ایالات متحده آمریکا       | کونکاکاف                                                                  |
| ۱            | استرالیا                  | کنفدراسیون فوتبال اقیانوسیه (تا ۲۰۰۵) کنفدراسیون فوتبال آسیا (۲۰۰۶–اکنون) |
| ۱            | بوسنی و هرزگوین           | یوفا                                                                      |
| ۱            | کامرون                    | کنفدراسیون فوتبال آفریقا                                                  |
| ۱            | چک                        | یوفا                                                                      |
| ۱            | مصر                       | کنفدراسیون فوتبال آفریقا                                                  |
| ۱            | آلمان شرقی                | یوفا                                                                      |
| ۱            | غنا                       | کنفدراسیون فوتبال آفریقا                                                  |
| ۱            | گواتمالا                  | کونکاکاف                                                                  |
| ۱            | هندوراس                   | کونکاکاف                                                                  |
| ۱            | هند                       | کنفدراسیون فوتبال آسیا                                                    |
| ۱            | ساحل عاج                  | کنفدراسیون فوتبال آفریقا                                                  |
| ۱            | مالاوی                    | کنفدراسیون فوتبال آفریقا                                                  |
| ۱            | مالدیو                    | کنفدراسیون فوتبال آسیا                                                    |
| ۱            | مکزیک                     | کونکاکاف                                                                  |
| ۱            | هلند                      | یوفا                                                                      |
| ۱            | فیلیپین                   | کنفدراسیون فوتبال آسیا                                                    |
| ۱            | لهستان                    | یوفا                                                                      |
| ۱            | پرتغال                    | یوفا                                                                      |
| ۱            | جمهوری ایرلند             | یوفا                                                                      |
| ۱            | عربستان سعودی             | کنفدراسیون فوتبال آسیا                                                    |
| ۱            | سنگاپور                   | کنفدراسیون فوتبال آسیا                                                    |
| ۱            | اسپانیا                   | یوفا                                                                      |
| ۱            | سوئد                      | یوفا                                                                      |
| ۱            | ترینیداد و توباگو         | کونکاکاف                                                                  |
| ۱            | ترکیه                     | یوفا                                                                      |
| ۱            | امارات متحدهٔ عربی         | کنفدراسیون فوتبال آسیا                                                    |
| ۱            | اروگوئه                   | کونمبول                                                                   |
| ۱            | ویتنام                    | کنفدراسیون فوتبال آسیا                                                    |
| ۱            | زامبیا                    | کنفدراسیون فوتبال آفریقا                                                  |

## بر پایه کنفدراسیون
به‌روز شده در تاریخ ۷ ژوئن ۲۰۲۴
| تعداد بازیکن | کنفدراسیون               |
| ------------ | ------------------------ |
| ۲۶           | کنفدراسیون فوتبال آسیا   |
| ۲۰           | یوفا                     |
| ۷            | کونمبول                  |
| ۶            | کنفدراسیون فوتبال آفریقا |
| ۶            | کونکاکاف                 |
| ۶۵           | مجموع                    |